# 仙台育英学园高等学校
仙台育英高等学校是位于日本宫城縣的私立高等學校，目前分別在仙台市和多賀城市各有一個校區。
建校至今已拥有7万余名毕业生，近年会大量招收留学生，其中以來自中国的留学生最多，也会有一些欧美学生加入。

## 历史
仙台育英学园的历史可以追溯至1905年由加藤利吉在仙台创建的私塾「育英塾」，1913年改設為「仙台育英學校」，1922年成為舊制中學校後改為「私立仙台育英中學校」；1948年配合日本的學制改革成為「私立仙台育英高等學校」，當時原本也一同成立了「私立仙台育英中學校」，旦中學校在1956年即已停辦。
1955年曾另外設立「仙台育英商業高等學校」，不過在1962年就將兩所學校整併為「仙台育英學園高等學校」，兩校則分別成為普通部及商業部。